# Pece (żupania varażdińska)
Pece – wieś w Chorwacji, w żupanii varażdińskiej, w mieście Ivanec. W 2011 roku liczyła 81 mieszkańców.